# LS에코에너지
LS에코에너지 주식회사(영어: LS Eco Energy)는 외국 기업의 사업 활동을 지배하는 것을 주된 사업으로 하는 대한민국의 에너지 기업이다.
베트남에서 220kV급 초고압 케이블을 생산할 수 있는 유일한 기업으로 약 80%의 시장 점유율을 확보하고 있다.

## 역사 및 현황
2015년 5월 15일 LS전선아시아 주식회사로 설립되었으며, 2016년에 9월 22일에 유가증권시장에 상장하였다.
2023년 11월에는 사명을 LS전선아시아에서 LS에코에너지로 사명을 변경하였다.
2025년 4월에는 본사를 서울특별시에서 강원특별자치도 동해시 대동로 215 (송정동, 1686)으로 이전하였다.

### 내용주
1. ↑  2025년 4월 기준